# Александър Ферски
Александър Ферски е древногръцки владетел от Тесалия, тиран (тагос) на град Фере от 369 до 358 г. пр.н.е. Управлението му е белязано от насилие и жестокости, станали нарицателни през Античността. Усилията му да запази единството на Тесалия под върховенството на Фере, постигнато от предшественика му Язон, се провалят заради интервенцията на Тива.

## Издигане
Александър е племенник на трима владетели на Фере – Язон, Полидор и Полифрон, и тримата станали жертви на заговори в рамките на само една година от 370 до 369 г. пр.н.е. Лично убива чичо си Полифрон, за да вземе властта, а за да я затвърди, се жени за братовчедка си Теба, дъщеря на Язон.
Разполагайки със силна наемническа войска и значителни финансови средства, като наследник на Язон Александър претендира за господство над цяла Тесалия. Той е между първите местни владетели, които секат монети със своето име вместо с името на града, от който произлизат.

## Борби за господство в Тесалия
В желанието си да подчини Тесалия Александър среща отпор от Лариса и други градове в областта, които привличат помощ от съседните Македония и Беотия. Опитът му да се договори с тиванския предводител Пелопид, е безуспешен. През 368 г. пр.н.е. ферският владетел залавя Пелопид при поредната му военно-дипломатическа мисия в Тесалия и това води до открита война между Фере и Тива. Александър се подготвя за този конфликт, като сключва съюз с Атина, която му праща подкрепления по море. Нахлулата в Тесалия тиванска войска е принудена да отстъпи със значителни загуби. Втори поход на тиванците начело с Епаминонд срещу Александър през на следващата 367 г. пр.н.е. също няма успех освен освобождаването на Пелопид. Александър пуска заложника си като условие за временно примирие – време, през което затвърждава властта си над Магнезия, Фтиотидска Ахея и други области. Властта му обхваща цялото крайбрежие на Егейско море от Малийския залив до устието на Пеней. Това териториално разширение е съпроводено с брутална разправа с жителите на непокорните градове Скотуса и Мелибея.
Успехите на Александър предизвикват ново въстание на тесалийците и нова интервенция на Тива през 364 г. пр.н.е. В две битки през тази година ферският тиран е разбит. След първото поражение, в битката при Киноскефале, Александър оцелява заради гибелта на Пелопид. Веднага след това обаче Тива изпраща силна войска на тесалийските си съюзници и повторно разбитият Александър е принуден да приеме мирните условия, диктувани от беотийците. Владенията му са свити до самия Фере и малка ивица на егейския бряг с пристанището Пагаса, принуден е да скъса съюза си с Атина и да подкрепя военните начинания на Тива.
В изпълнение на съюзническите си задължения през 362 г. пр.н.е. Александър предоставя на Епаминонд военен контингент, който взима участие в битката Мантинея срещу Спарта и Атина.

## Конфликт с Атина
През 362 и 361 г. пр.н.е. Александър Ферски предприема ред пиратски нападения в западната част на Егейско море, влизайки в пряк сблъсък с Атина и нейния Втори морски съюз. По един от набезите си на Цикладите завладява остров Тенос и продава цялото му население в робство. За да спаси остров Пепаретос от същата съдба, Атина изпраща силна ескадра, но Александър ѝ нанася поражение. Следващият набег завършва с плячкосване на главното атинско пристанище – Пирея. Нападенията спират, след като Атина сключва договор с Тесалийския съюз. Предполага се, че противниците на Александър в Тесалия съумяват да го неутрализират.
През 358 г. пр.н.е. Александър става жертва на заговор на жена си Теба. Подбуждана от ревност или страх, тя на свой ред подтиква братята си – Язоновите синове Тисифон, Ликофрон и Питолай. Тримата са допуснати в спалнята на тирана и го убиват, докато спи.